# Osica de Jos
Osica de Jos is een Roemeense gemeente in het district Olt.
Osica de Jos telt 1691 inwoners.